# Делта (река)
 Де́лта  (англ. Delta River) — река на Аляске (США), приток реки Танана (бассейн Юкона).

## География и гидрология
Река Делта начинает своё течение на юге центральной Аляски, исток её находится у горы Хэйес. Соединяет систему озёр Тангл-Лейк ({{lang-en| Tangle Lakes}}). Далее Делта течёт на север в [[Аляскинский хребет|Аляскинском хребте |lang =  |website = geonames.usgs.gov |date = |access-date = 2024-12-25 |deadlink = no}}], принимая многочисленные ручьи и образуя 21 озеро. Протекает по территории зон переписи населения Аляски Саутист-Фэрбанкс и Коппер-Ривер. Впадает в реку Танана в районе посёлка Биг-Делта (англ.  Big Delta). Длина — 256 километров.
С 1980 года верховья реки относятся к особой охраняемой зоне — National Wild and Scenic River.

## Этимология названия
Название реки дано ей в 1885 году лейтенантом Алленом. Индейское название — «Сосэндиг» (англ.  Thothendig ).